# Wintilio Lozano
Wintilio Lozano Islas (* 23 de diciembre de 1919 en Yuma, Arizona - † 15 de enero de 2009 en Guadalajara, Jalisco) fue un futbolista mexicano que jugaba en la posición de mediocampista extremo derecho. Jugó con el Centro América del barrio de "El Retiro", en el Club Deportivo Guadalajara, en el Club Deportivo SUTAJ y con la Selección Jalisco.
A pesar de haber nacido en la población estadounidense de Yuma, Arizona, Wintilio Lozano migró de regreso a México a los cuatro años de edad, llegando a Mexticacán, Jalisco. Al momento de ingresar a las filas del Guadalajara nunca se cuestionó su nacionalidad, puesto que tenía la mayor parte de su vida radicando en Jalisco.
Comenzó jugando en la categoría intermedia de la Liga Amateur de Jalisco, con el Club Centro América en el año de 1937. Permanecería en el club albinegro de El Retiro hasta 1939 cuando pasa al Club Deportivo Guadalajara, donde debuta el 26 de febrero de 1939 en un partido contra el Atlético Latino que ganaría el Guadalajara por marcador de 4-1.
Después de un año en las filas rojiblancas pasa a jugar con los camioneros del Deportivo SUTAJ, donde logra el título de la temporada 1941 de la liga amateur de Occidente. Para 1942 es llamado para formar parte de la Selección Jalisco que competía en el torneo de la Liga Amateur del Distrito Federal, permaneciendo una temporada con el equipo de la franja dorada, debido a la disolución de ésta en 1943, por lo que regresaría a reportarse con el SUTAJ dueño de su carta.
Sin embargo después de un convenio hecho entre el Guadalajara, Río Grande y el SUTAJ, pasó a formar parte del Guadalajara de nuevo, junto con sus compañeros Luis Reyes, "Térile" Sánchez, "Cosas" López y "Tilo" García.
Inició el profesionalismo en 1943 defendiendo la camiseta del Guadalajara, con la que jugaría hasta su retiro en 1947. Al poco tiempo se le ofreció la dirección técnica del Tala de la liga de Jalisco, desempeñándose como jugador y después como entrenador hasta 1950.
Murió a la edad de 89 años, el 15 de enero de 2009 en la ciudad de Guadalajara víctima de un paro cardiaco.

## Equipos
- 1933 - 1939 - Centro América
- 1939 - 1940 - Guadalajara
- 1940 - 1942 - SUTAJ
- 1942 - 1943 - Selección Jalisco
- 1943 - 1947 - Guadalajara